# Трой Елдер
Трой Елдер (англ. Troy Elder, 15 жовтня 1977) — австралійський хокеїст на траві.
Олімпійський чемпіон 2004 року, бронзовий призер 2000 року.
Переможець Ігор Співдружності 2002 року.
Срібний призер Чемпіонату світу 2002, 2006 років.
Переможець Трофею чемпіонів 1999 року, срібний призер 2001, 2003 років, бронзовий призер 1998 року.